# Exochus gravipes
Exochus gravipes är en stekelart som först beskrevs av Johann Ludwig Christian Gravenhorst 1820.  Exochus gravipes ingår i släktet Exochus och familjen brokparasitsteklar. Arten är reproducerande i Sverige. Utöver nominatformen finns också underarten E. g. rufiantennalis.